# Eleonora de Provence
Eleonora de Provence (c. 1223 – 24/25 iunie 1291) a fost regină consort a Angliei ca soție a regelui Henric al III-lea al Angliei din 1236 până la moartea ei în 1272.
Deși ea a fost complet devotată soțului ei, și l-a apărat cu înverșunare împotriva rebelului Simon de Montfort, conte de Leicester, ea a fost foarte urâtă de către londonezi. Acest lucru s-a datorat faptului că ea a adus în suita ei în Anglia un număr mare de rude; acestea au fost cunoscut sub numele de "Savoiardele" și au primit poziții influente în guvern și în regat. Cu o ocazie, barja Eleonorei a fost atacată de cetățeni furioși care au aruncat cu pietre, noroi, piese de pavaj, ouă stricate și legume. Eleanor a fost mama a cinci copii inclusiv a viitorului rege Eduard I al Angliei. De asemenea, ea a fost renumită pentru inteligența ei, îndemânare la scris poezie, și ca un lider de modă.

## Familie

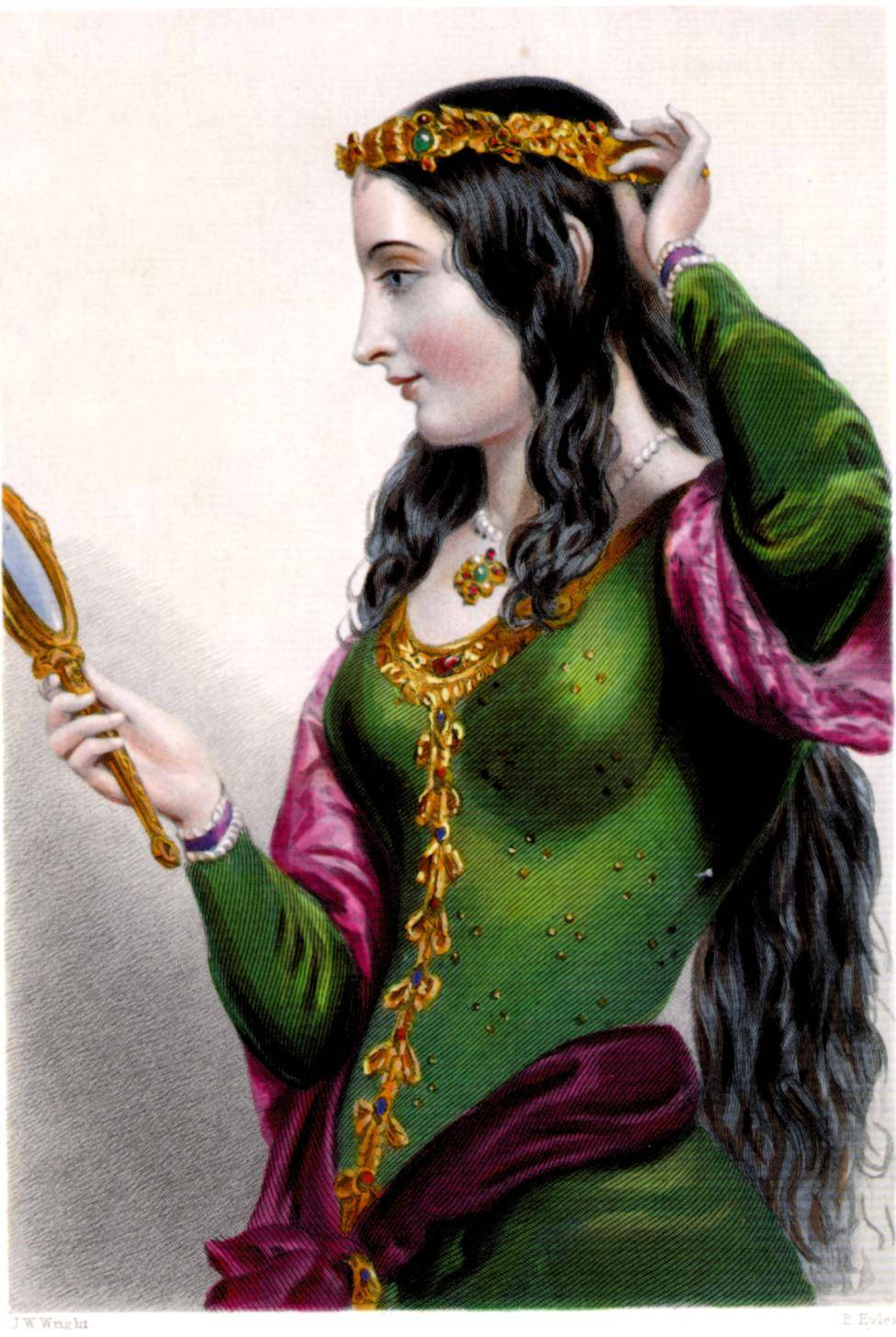
Eleanor de Provence - viziune a unui artist, așa cum apare în "Biographical Sketches of the Queens of England".

Născută la Aix-en-Provence, ea a fost a doua fiică a lui Ramon Berenguer al IV-lea, Conte de Provence (1198–1245) și a Beatricei de Savoia (1205–1267), fiica lui Tommaso I de Savoia și a Margaret de Geneva. Cele trei surori ale sale s-au căsătorit de asemenea cu regi. La fel ca mama, bunica și surorile ei,  Eleanor era renumită pentru frumusețea ei; era brunetă cu ochi mari. La 22 iunie 1235, Eleanor s-a logodit cu regele Henric al III-lea al Angliei (1207–1272).

## Căsătorie și copii
Eleanor s-a căsătorit cu regele Henric al III-lea al Angliei la 14 ianuary 1236. Nu-l văzuse niciodată înainte de nunta care a avut loc la catedrala Canterbury și nu pusese niciodată piciorul în regatul lui. ceremonia a fost oficiată de Edmund Rich, Arhiepiscop de Canterbury. Ea a fost îmbrăcată într-o rochie aurie strălucitoare, bine cambrată pe talie și cu pliuri largi la poale. Mânecile lungi au fost căptușite cu hermină. Eleanor a fost încoronată regină consort a Anglieiprintr-o ceremonie la  Westminster Abbey care a fost urmată de un banchet magnific la care a participat întreaga nobilime.
Eleanor și Henric au avut cinci copii:
1. Eduard I (1239–1307), căsătorit în 1254 cu Eleanor de Castilia (1241–1290), cu care a avut copii, inclusiv pe moștenitorul său, Eduard al II-lea.
2. Margaret a Angliei (1240–1275), căsătorită cu regele Alexandru al III-lea al Scoției, cu care a avut copii.
3. Beatrice a Angliei (1242–1275), căsătorită cu John al II-lea, Duce de Bretania, cu care a avut copii.
4. Edmund Crouchback, Conte de Lancaster (1245–1296), căsătorit în 1269 cu Aveline de Forz, care a murit patru ani mai târziu fără copii; s-a recăsătorit cu Blanche de Artois în 1276, cu care a avut copii.
5. Katherine a Angliei (25 noiembrie 1253 – 3 mai 1257)